# Прапор Сумського району
Пра́пор Сумсько́го райо́ну затверджений 31 січня 2001 року рішенням Сумської районної ради.

## Опис
Прямокутне полотнище синього кольору в центрі якого зображено герб району.
Синій колір є традиційним для козацьких прапорів другої половини XVII століття. Саме в цей період на території нинішнього Сумського району виникло більшість сучасних населених пунктів.
Синій колір у геральдиці символізує вірність і честь, зелений — надію, достаток, волю, золото — знатність і багатство.
Прапор може використовуватися з додатковими горизонтальними кріпленнями як хоругва.